# Sam Mussabini

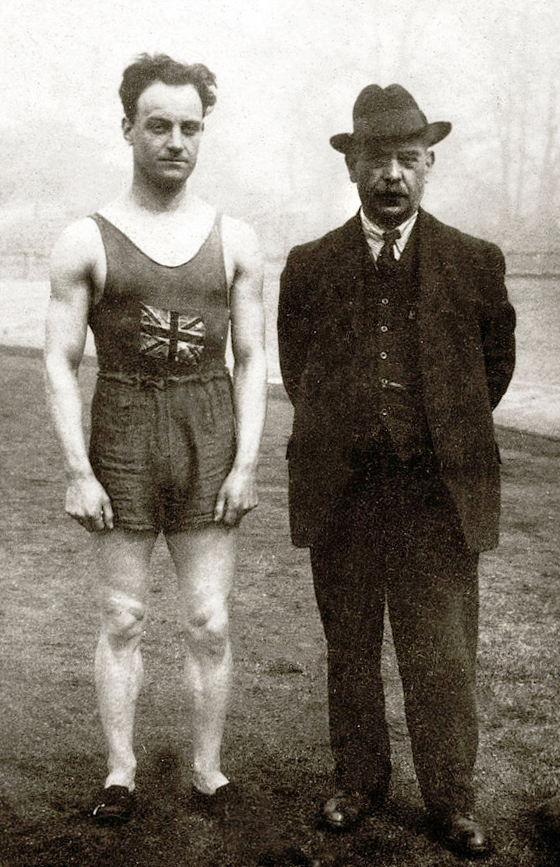
Willie Applegarth och Sam Mussabini, 1912.

Scipio Africanus "Sam" Mussabini, född 1867 i London, död 1927, var en brittisk friidrottstränare, mest känd som tränare för Harold Abrahams. Mussabini tränade friidrottare som totalt vann elva medaljer i fem olympiska spel. 
Mussabini föddes i London i en släkt med rötterna i Syrien, Turkiet, Italien och Frankrike. Han blev journalist, som sin far, och var även sprinter på 1890-talet. 1896 anställdes han som tränare för cyklister av däcktillverkaren Dunlop. Mussabini var även en framstående biljardspelare och skrev även en instruktionsbok om biljard. 
Mussabini gjorde sig ett namn som friidrottstränare. 1908 coachade han Sydafrikas Reggie Walker till en guldmedalj och vid OS i Stockholm 1912 tog fyra av hans adepter guld. Mussabini införde en systematiserad träning. Vid OS i Antwerpen 1920 coachade han Albert Hill till guldmedaljer på 800 och 1 500 meter samt Harry Edward som tog brons på 100 meter. Vid OS i Paris 1924 coachade han Harold Abrahams till guld på 100 meter och silver på 4x100 meter. 
Mussabini spelas av Ian Holm i filmen Triumfens ögonblick.